# Agave scabra
Agave scabra ist eine Pflanzenart aus der Gattung der Agaven (Agave) in der Unterfamilie der Agavengewächse (Agavoideae). Das Artepitheton scabra stammt aus dem Lateinischen, bedeutet ‚rau‘ und verweist auf die rauen Laubblätter der Art.

## Beschreibung
Agave scabra vermehrt sich vegetativ durch Knospen aus dem länglichen, bis 7 Zentimeter im Durchmesser großen Rhizom. Ihre faserigen Wurzeln sind halbfleischig. Die vier bis neun aufrecht-ausgebreiteten, breit oder schmal linealisch-lanzettlichen, ledrigen bis krautigen Laubblätter sind an den unteren Teilen für gewöhnlich tief rinnig und häufig leicht wellig. Ihre Spitze ist spitz und trägt ein kurzes Spitzchen. Die grüne, häufig glauke Blattspreite ist 37 bis 77 (selten 25,5 bis 91) Zentimeter lang und 1,6 bis 4,8 (selten 1 bis 6,5) Zentimeter breit. Manchmal ist sie kastanienbraun gefleckt. Die Blattadern an der Unterseite stehen hervor. Jede Blattader hat meist eine einzige Reihe papillater Zellen. Die schmalen Blattränder besitzen ein hyalines Band und sind ganzrandig oder papillat. Die Reste der Blattbasis zerfallen in grobe Fasern und sind 5 bis 12 Zentimeter lang.
Der „ährige“ Blütenstand erreicht eine Höhe von 100 bis 250 Zentimeter. Der lockere, verlängerte blütentragende Teil ist 23 bis 47 (selten 10 bis 82) Zentimeter lang und trägt 17 bis 46 (selten bis 58) blühende Knoten. Die ziemlich sukkulenten Blüten sind meist sitzend. Nur selten sind die unteren oder alle Blüten gestielt. Der schmal ellipsoide Fruchtknoten ist 10 bis 20 (selten ab 8) Millimeter lang. Die grünen Perigonblätter sind auf ihrer Unterseite häufig bräunlich überhaucht. Die schmal trichterförmige, leicht gebogene Perigonröhre ist über dem Fruchtknoten nicht deutlich eingeschnürt. Sie weist eine Länge von 13 bis 38 (selten ab 9) Millimeter auf. Die länglichen, zurückgebogenen, goldgrünen oder an den oberen Teilen bräunlichen Perigonzipfel sind 9 bis 20 (selten bis 23) Millimeter lang. Ihre aufgeblähten Spitzen sind kapuzenartig geformt. Der Griffel überragt die Blütenröhre um 24 bis 37 (selten bis 74) Millimeter. Die keulenförmigen Narben sind dreikantig. Die Blütezeit reicht von Juni bis Februar, die Hauptblütezeit von August bis September.
Die länglichen Früchte sind 1,8 bis 2,9 Zentimeter lang und 1,1 bis 1,6 Zentimeter breit. Sie enthalten Samen von 2 bis 4 Millimeter Länge und 4 bis 5 Millimeter Breite.

## Systematik und Verbreitung
Agave scabra ist in Mexiko, Guatemala, Honduras, El Salvador sowie eventuell Nicaragua an felsigen Hängen in Kiefern-Eichenwäldern und Übergangsformationen zu tropischen, laubabwerfenden Wäldern und Matorral verbreitet.
Die Erstbeschreibung durch Casimiro Gómez de Ortega wurde 1797 veröffentlicht. Ein nomenklatorisches Synonym ist Manfreda scabra (Ortega) McVaugh (1989).
In die Art als Synonym einbezogen wurden Agave brachystachys Cav. (1802), Manfreda brachystachys (Cav.) Rose (1903), Polianthes brachystachys (Cav.) Shinners (1966); Agave spicata DC. (1813, nom. illeg. ICBN-Artikel 53.1); Agave polyanthoides Schiede ex Schltdl. & Cham. (1831); Agave humilis M.Roem. (1847); Agave brachystachys var. strictior Jacobi & C.D.Bouché (1865); Agave sessiliflora Hemsl. (1880), Manfreda sessiliflora (Hemsl.) Matuda (1961); Agave langlassei Andr. (1901);; Manfreda oliveriana Rose (1903), Agave oliveriana (Rose) A.Berger (1915) und Polianthes oliveriana (Rose) Shinners (1966).
Die Art gehört in die Untergattung Manfreda und wird dort der Manfreda-Gruppe zugeordnet.

## Nachweise